# 탄제린
탄제린(tangerine)은 운향과의 과일 나무(상록 활엽 소교목)이다. 감귤나무(Citrus reticulata) 재배종으로, 다른 재배 감귤과 마찬가지로 포멜로(C. maxima) DNA를 일부 포함한다.
과거에는 별개의 식물학적 종(Citrus tangerina Tanaka)으로 보기도 했다. 다나카 체계에서는 감귤류가 유엽귤(C. deliciosa), 온주귤(C. unshiu), 탄제린(C. tangerina) 등을 포함하는 여러 종으로 나뉘었으나, 스윙글 체계에서는 감귤나무(C. reticulata) 한 종으로 통합되어 기술되었다. 현대 유전자 분석 연구 결과는 스윙글의 단일종 분류와 일치하며, 감귤나무 품종 간 차이는 교잡의 정도에 따른 것이라는 점도 밝혀졌다.
이름은 모로코의 지명인 "탕헤르(Tanger)"에서 따왔다. 과거에는 탕헤르 지역에서 재배되는 감귤을 부르는 이름이었으나, 현대에는 붉은 빛을 띠는 감귤 품종을 두루 일컫기도 한다.

## 재배
탄제린 재배품종은 다음과 같다.
- 대홍귤(Dancy)
- 머콧(Murcott)
- 편귤(Pyeongyul)

## 같이 보기
- 제주감귤